# Augusto De Luca

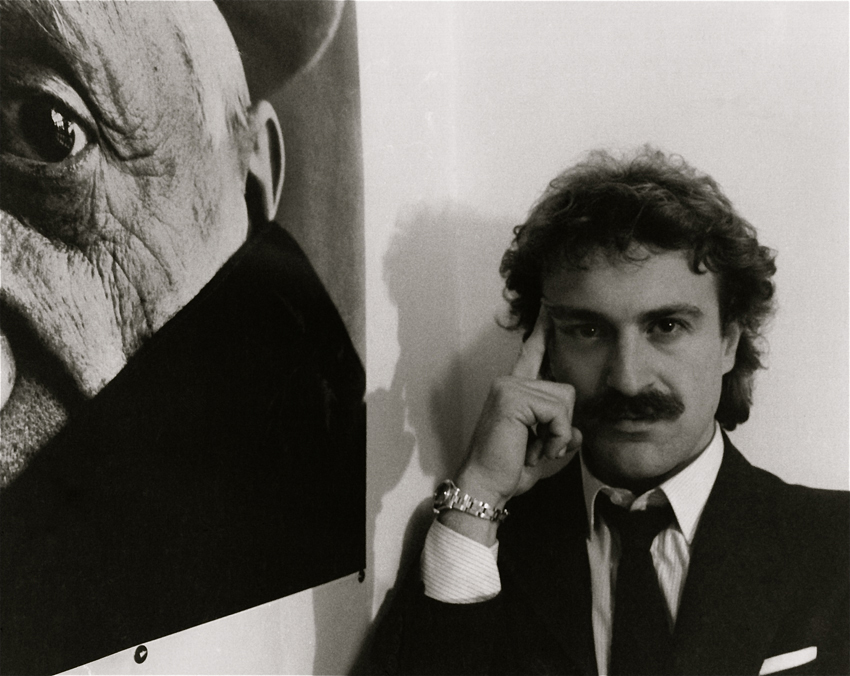
Augusto De Luca: Portret

Augusto De Luca (n. 1 iulie 1955, Napoli) este un fotograf italian care își desfășoară activitatea la frontiera dintre fotografia tradițională — în particular portretistică — și experimentul fotografic.
A practicat diferite genuri, folosind materiale variate. Fotografiile sale se bazează pe reunirea neașteptată de elemente ireale și cotidiene. Prin aceasta, ca și prin caracter și ironie, el se aseamănă cu Giorgio De Chirico.
În 1996 a primit, împreună cu compozitorul Ennio Morricone, Premiul Città di Roma, pentru cartea Roma Nostra. Plecând de la date obiective ușor de recunoscut, ca monumentele din Foruri, relicvele de bazilici și porticuri, bucățile de zid, De Luca a reușit să propună o viziune diferită asupra ideii de cetate eternă.

## Opera fotografică

### Expoziții
Expoziția sa de la Camera Deputaților, Italia (Roma), din 1995, a atras puternic atenția Din acest moment este publicată în numeroase magazine și albume și expune în galerii din întreaga lume.
- Italian Culture Institute, New York, SUA (1981).
- Arteder '82, Bilbao, Spania (1982).
- Galeria Fotografia Oltre, Chiasso, Elveția (1982).
- Galeria Civica, Modena, Italia (1982).
- Italian Cultural Society, Sacramento, California, SUA (1983).
- Journées internationales de la photographie, Montpellier, Franța (1983).
- Diaframma Gallery, Milano, Italia (1983).
- Galerie Camara Oscura, Logroño, Spania (1983).
- Italian-American Museum, San Francisco, California, SUA (1983).
- Institut Italien de la Culture, Lille, Franța (1984).
- Associacion Nacional Fotografos, Barcelona, Spania (1984).
- Rencontres Internationales de la photographie, Arles, Franța (1984).
- Dept.of art of the University of Tennessee, Chattanooga, Tennessee, SUA (1984).
- Ecole des Beaux-Arts, Tourcoing, Franța (1985).
- Galerie Vrais rêves, Lyon, Franța (1985).
- Forum exposition „Un mois pour la photographie”, Centrul Cultural Bonlieu, Annecy, Franța (1985).
- Festival d'animation audiovisuelle, Saint-Marcellin (Isère), Franța (1986).
- Musèe d'Art Moderne, Liège, Belgia (1986).
- Principe Museo Diego Aragona Pignatelli Cortes, Napoli, Italia (1987).
- Camera Deputaților, Roma, Italia (1996).
- Museo di Roma, Roma, Italia (1996).[13]

### Colecții
- Musee de la photographie, Charleroi, Belgia.
- International Polaroid Collection, Cambridge, Massachusetts, SUA.
- Musée de l'Élysée, Lausanne, Elveția.
- Archivio Comunale Fotografico, Roma, Italia.
- Bibliothèque Nationale, Paris, Franța.
- National Gallery of Aesthetic Arts, Beijing, China.

## Cărți publicate
- Napoli mia, Centro Il Diaframma / Canon Edizioni Editphoto Srl (1986).[14]
- Napoli Donna, Centro Il Diaframma / Canon Edizioni Editphoto Srl (1987).[15]
- Trentuno napoletani di fine secolo, Electa, Napoli (1995). ISBN 88-435-5206-6
- Roma Nostra, Gangemi Editore, Roma (1996). ISBN 978-88-7448-705-9
- Napoli grande signora, Gangemi Editore, Roma (1997). ISBN 978-88-7448-775-2
- Il Palazzo di Giustizia di Roma, Gangemi Editore, Roma (1998). ISBN 978-88-492-0231-1
- Firenze frammenti d'anima, Gangemi Editore, Roma (1998). ISBN 978-88-7448-842-1 [16]
- Bologna in particolare, Gangemi Editore, Roma (1999). ISBN 978-88-7448-980-0
- Milano senza tempo, Gangemi Editore, Roma (2000). ISBN 978-88-492-0093-5
- Torino in controluce, Gangemi Editore, Roma (2001). ISBN 978-88-492-0211-3
- Tra Milano e Bologna appunti di viaggio, Gangemi Editore, Roma (2002). ISBN 978-88-7448-980-0
- Swatch Collectors Book 1, Editore M. Item, Elveția (1992). ISBN 88-86079-01-X
- Swatch Collectors Book 2. Editore M. Item, Elveția (1992). ISBN 88-86079-00-1

## Aprecieri critice
Începe să lucreze asupra elementelor structurale pure ale vederii, acționând cu o personalitate frapantă, prin alăturări de culori neobișnuite: roz, albastru, violet.
Un străin de oraș e impresionat de elementul exotic, pitoresc, de culoare; De Luca percepe Napoli ca localnic, în alb și negru.
Culoare, spațiu, lumină: imaginile lui Augusto De Luca trăiesc din echilibrul precis al acestor trei elemente, legate laolaltă prin ceva magic...

## Galerie foto

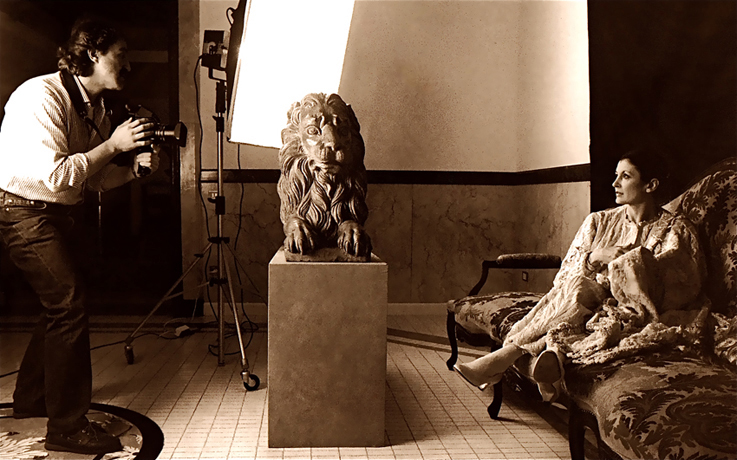
Ședință foto cu balerina Carla Fracci
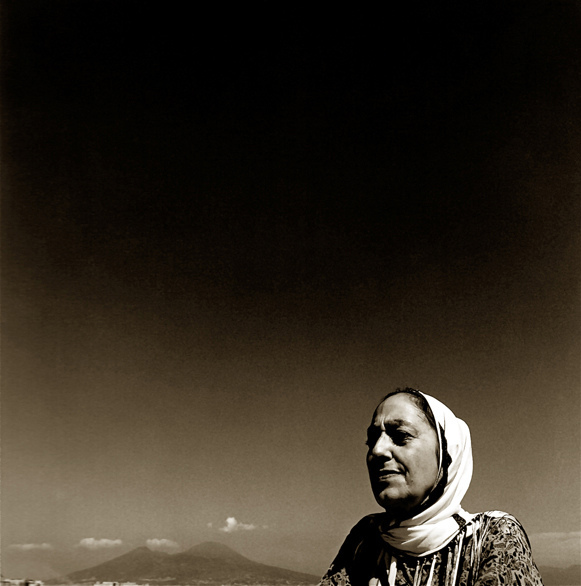
Portretul actriței Concetta Barra
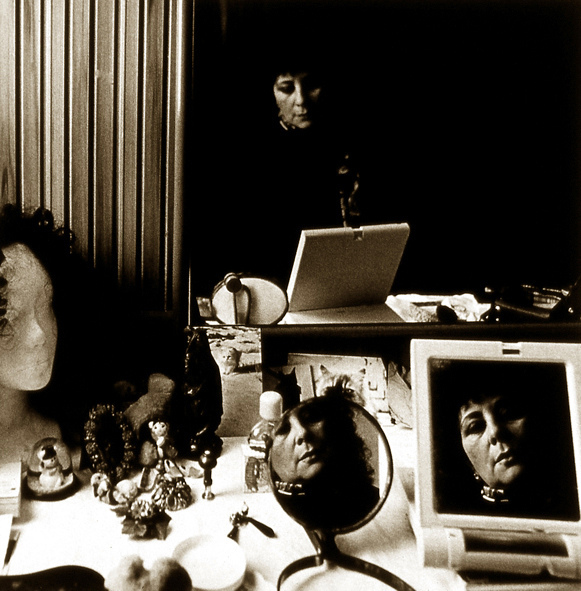
Portretul actriței Isa Danieli
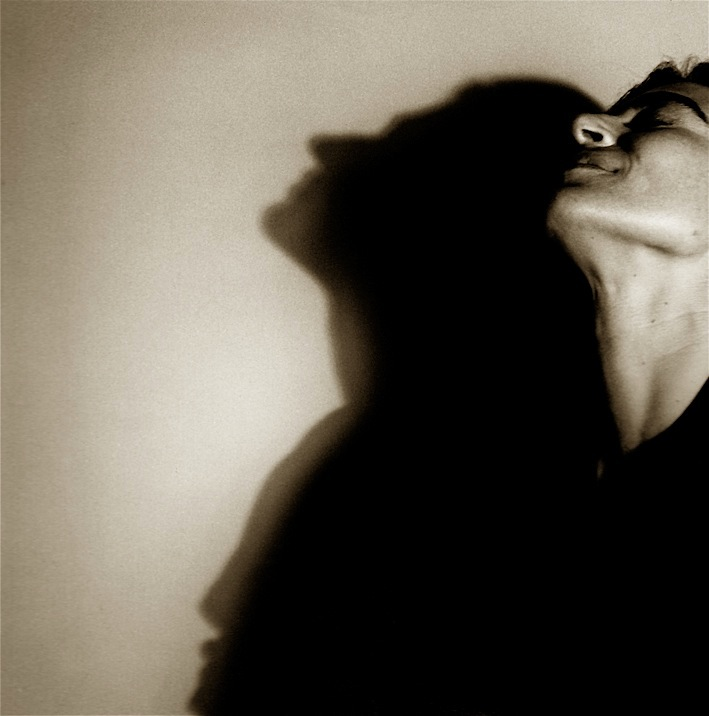
Portretul actriței Lina Sastri
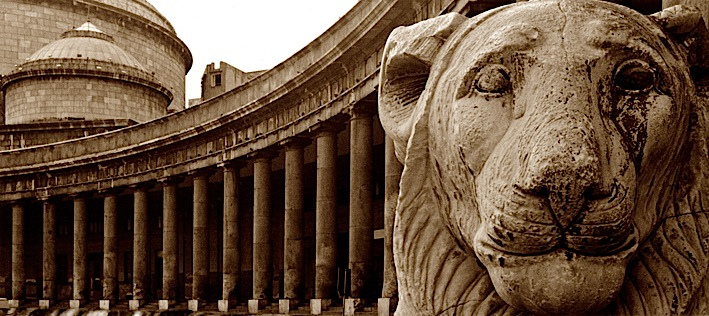
Piazza del Plebiscito Napoli